# Loch Linnhe

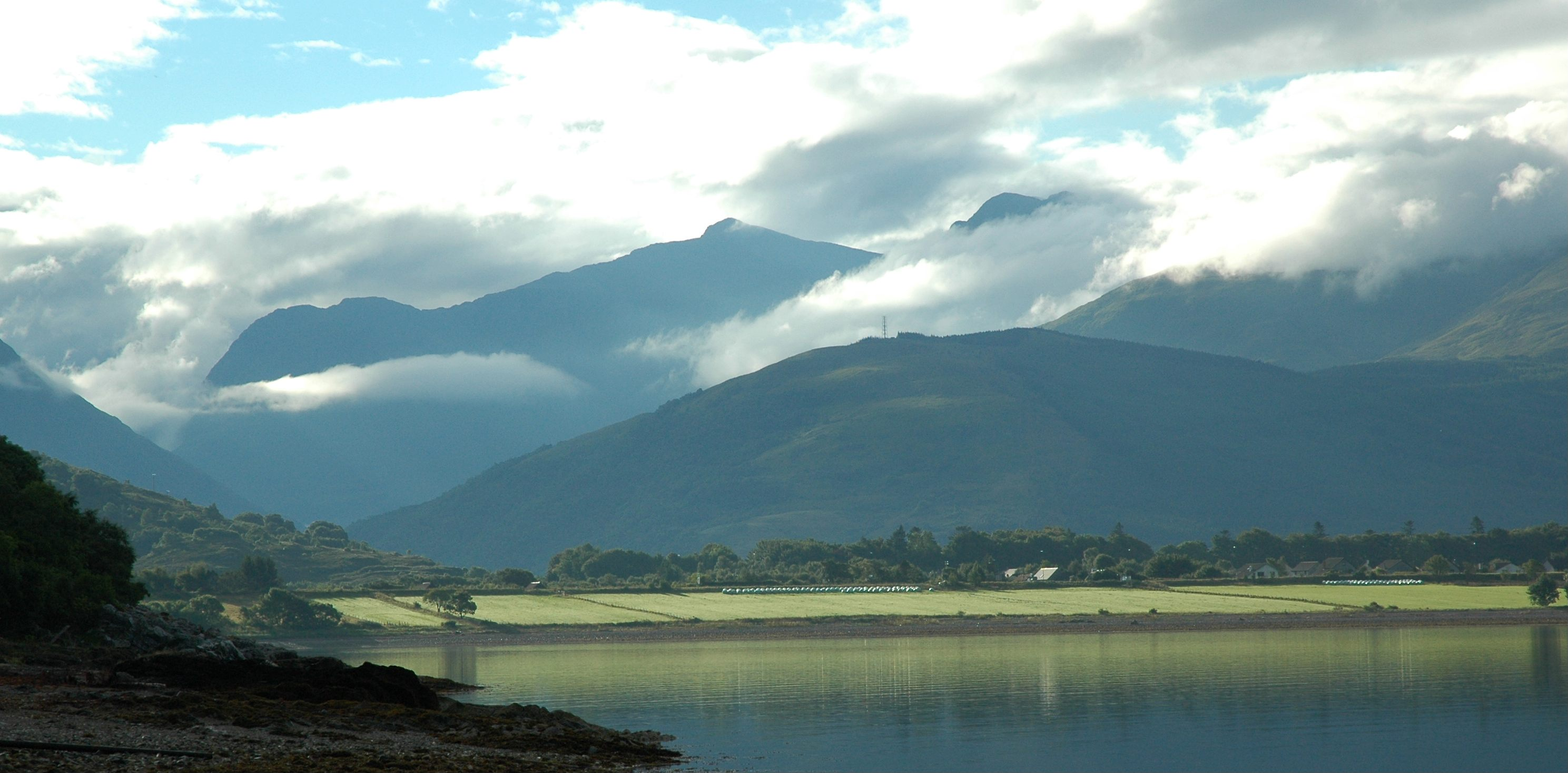
Le Loch Linnhe

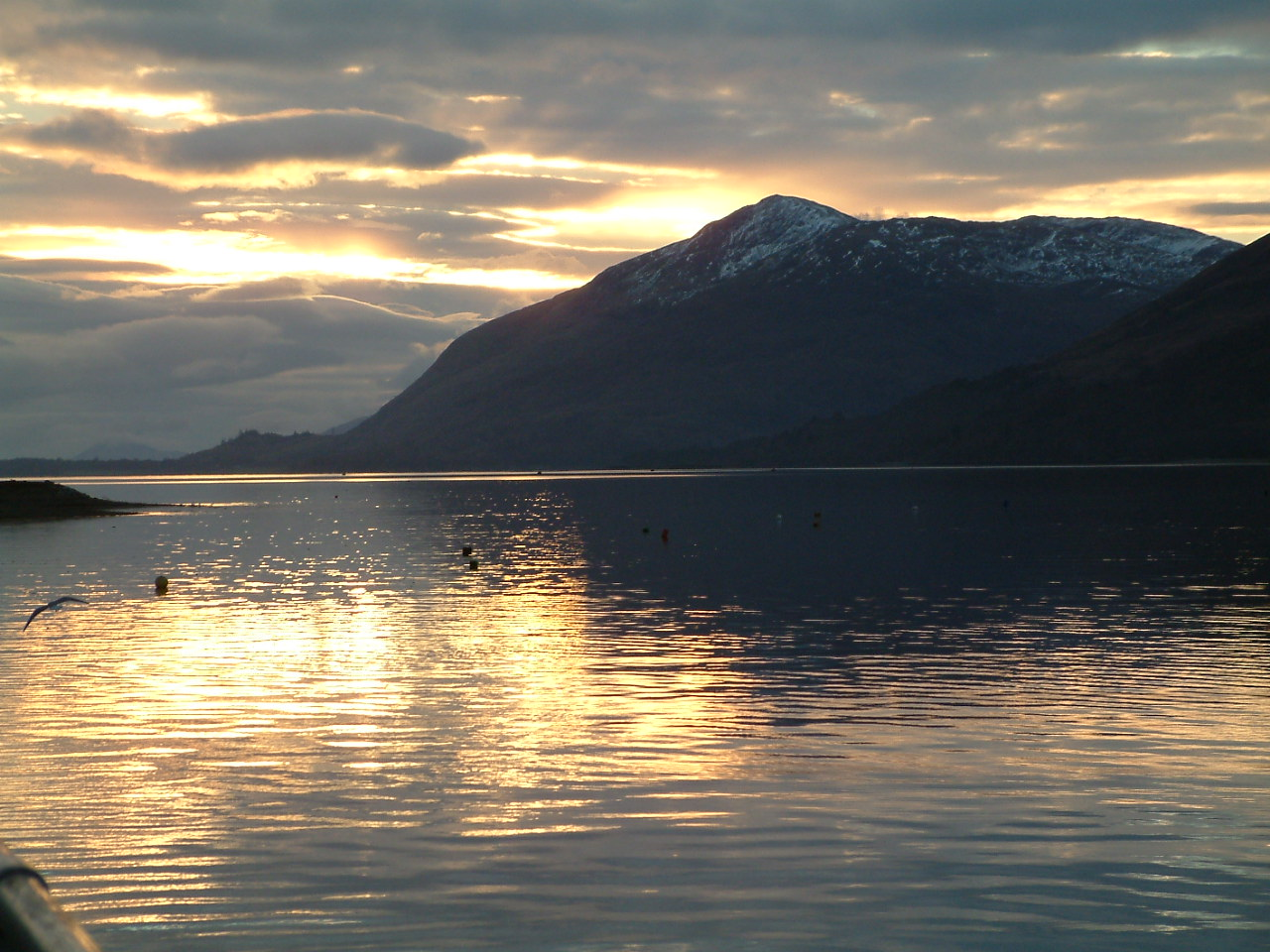
Le Loch Linnhe vu depuis Fort William

Le Loch Linnhe (ou An Linne Dhubh en gaélique en amont de Corran et An Linne Sheileach en aval) est un loch marin sur la côte ouest de l'Écosse.
Le Loch Linnhe s'étend sur 15 km pour une largeur moyenne de 2 km.
Il débouche dans l'estuaire de Lorne à son extrémité sud-ouest. La ville de Fort William est située à l'extrémité nord-est du loch, sur l'embouchure de la rivière Lochy. Le Loch Eil alimente le Loch Linnhe à l'extrême nord de celui-ci.
En été, le Loch Linnhe est aligné avec le soleil couchant, devenant ainsi un lieu très prisé des photographes.

## Histoire
Historiquement, la région où a été implanté Fort William était une terre du Clan Cameron, où existait le village d'Inverlochy. 
Avant les perturbations causées par les guerres d'indépendance écossaise de la fin du XIIIe et du début du XIVe siècle, les échanges maritimes se faisaient sans doute le long des côtes et avec l'Angleterre.

Les hostilités interdirent l'accès au marché anglais, elles contribuèrent à un développement de la piraterie et favorisèrent un déclin des échanges maritimes des deux côtés. Elles conduisirent sans doute à un développement des échanges avec le continent, ce que laissent entendre des indications isolées selon lesquelles des bateaux écossais se rendaient en Norvège et à Dantzig. Les premiers documents écossais datant des années 1330 montrent que plus de 80 % de ces échanges étaient contrôlés par des négociants écossais.
Fort William s'est bâtie progressivement autour du fort construit lorsque Oliver Cromwell a lancé l'invasion de l'Écosse puis lors de tentatives d'éradiquer les révoltes Jacobites au XVIIIe siècle. La ville tire son nom de celui du roi "William" Guillaume III d'Angleterre, qui a agrandi le fort lors de la Glorieuse Révolution britannique.

## Saumons et salmoniculture

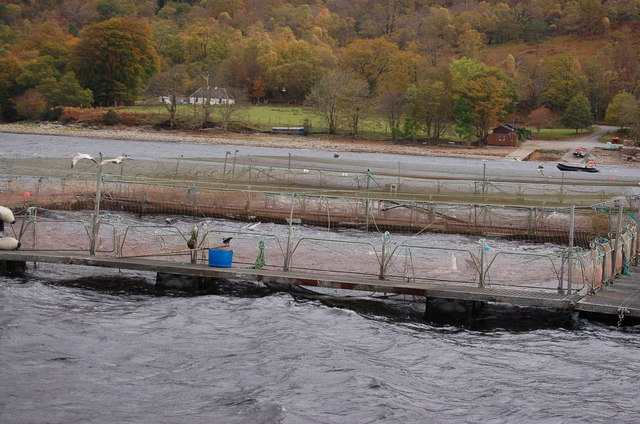
Salmoniculture bio, en cages flottantes sur loch Linnhe (Écosse)

Le loch est une des zones écossaises importantes pour la smoltification des saumons. C'est aussi une zone de salmoniculture en mer, qui produit des saumons exportés jusqu'en Chine.
Comme dans des zones relativement similaires de Norvège ainsi qu'en Irlande, les saumons écossais et du loch sont depuis quelques années victimes d'infestations de poux du saumon (un parasite copépode, qui se nourrit de mucus puis de sang et dont le développement qui passe par plusieurs stades et mues prend une vingtaine de jours pour les stades parasitaires ; avant cela la larve est planctonique). 
Une étude conduite en 2011, basée sur l'étude de jeunes saumons « sentinelles » (placés dans 10 cages disposées entre l'embouchure et la pleine mer où les juvéniles de saumon sauvage doivent se rendre pour grossir) a montré que les larves du pou du saumon L. salmonis sont maintenant très présente dans le loch et capables d'y infester en grand nombre les smolts arrivant de leur dévalaison et rejoignant la haute mer. Lors de cette étude, les smolts sentinelles étaient relevés et remplacés chaque semaine. Après une semaine dans leur cage, ils ont été souvent porteurs d'au moins un pou du saumon. Tous les stades de développement du parasite ont pu y être observés, mais les stade copépodes et « chalimus I » étaient nettement plus fréquemment observés (respectivement 33,36 % et 55,89 % des cas). La prévalence et l'intensité de la parasitose variait selon la position de la cage et selon l'époque (en mai 2011 : 5,88 % à 63,16 % des saumons ont acquis au moins un parasite dans leur cage ; avec 1,0 à 1.46 parasite par smolt), avec une forte augmentation de la prévalence ensuite : en novembre 2011 69,39 % à 98,57 % des saumons étaient parasités avec 2,15 à 13,4 parasites par poisson). Ceci suggère que les stades copépodites et adultes sont les plus problématiques pour les saumons. Cette étude a aussi montré que le pou L. salmonis était présent dans tout le système du Loch Linnhe du printemps à l'automne, bien qu'à une densité  variant selon les lieux du loch, et que la pression parasitaire était beaucoup plus forte en automne, à des niveaux a priori souvent préjudiciables à la santé du poisson-hôte